# Ricky van Haaren
Ricky van Haaren (Rotterdam, 21 juni 1991) is een voormalig Nederlands voetballer die als middenvelder speelde.

## Clubcarrière

### Feyenoord
Van Haaren begon in de jeugd van VVOR en werd toen gescout voor Excelsior. In 2005 werd hij gescout door Feyenoord, waarna hij daar in de jeugdopleiding speelde. Als talent mocht hij in het seizoen 2009/10 een aantal keren meetrainen met de selectie van het eerste elftal van Feyenoord.
In de eerste seizoenen bij de jeugd van Feyenoord werkte hij zich op van reservespeler op Varkenoord tot jeugdinternational. In de lente van 2009 werd Van Haaren door KNVB-coach Wim van Zwam toegevoegd aan de selectie van het Nederlands elftal voor spelers onder de negentien jaar. De middenvelder van Feyenoord A1 verving tijdens de Eliteronde van het EK-kwalificatietoernooi in Slowakije de geblesseerde Kevin Strootman.
In 2010 verlengde Feyenoord zijn contract tot medio 2012. Van Haaren debuteerde op 2 mei 2010 in de Eredivisie in een thuiswedstrijd tegen sc Heerenveen. Uit een door hem genomen vrije trap scoorde André Bahia. Hij verving in deze wedstrijd Bart Schenkeveld.

### VVV-Venlo en ADO Den Haag
Op 13 juni 2012 tekende Van Haaren een tweejarig contract bij VVV-Venlo. In het seizoen 2012/13 speelde hij ruim dertig wedstrijden, waarna hij op 21 juni 2013 een contract voor twee jaar tekende bij ADO Den Haag. Aldaar speelde hij in het seizoen 2013/14 27 duels in de competitie. In augustus 2014 verhuurde ADO Den Haag en Van Haaren voor één seizoen aan het dan net naar de Eredivisie gepromoveerde FC Dordrecht. Daar begon hij op de reservebank, maar kreeg hij na een paar maanden een vaste basisplaats.

### Dinamo Boekarest
Van Haaren tekende in juni 2015 een contract tot medio 2017 bij Dinamo Boekarest, de nummer zeven van Roemenië in het voorgaande seizoen.
In december 2015 liet hij zijn contract ontbinden.

### Şanlıurfaspor en FC Dordrecht
Hij maakte het seizoen 2015/16 af in Turkije bij Şanlıurfaspor. Vanaf augustus 2016 ging Van Haaren op amateurbasis voor FC Dordrecht spelen. In de winterstop vertrok hij om een nieuwe profclub te vinden. Hij trainde mee met SBV Excelsior maar keerde eind april weer terug bij de selectie van FC Dordrecht.

### AS Trenčín, Slovan Bratislava en Olimpia Grudziądz
In augustus 2017 ging Van Haaren voor AS Trenčín in Slowakije spelen. Hij verruilde AS Trenčín in januari 2018 voor Slovan Bratislava. Eind 2018 liet hij zijn contract ontbinden. Op 5 september 2019 werd hij gepresenteerd bij het Poolse Olimpia Grudziądz dat uitkomt in de I liga. Hij degradeerde met de club.

### Quick Boys
In augustus 2020 ging Van Haaren voor Quick Boys in Nederland spelen. Hij tekent contract voor een seizoen.

### Zwarte Pijl
In maart 2023 stapte hij over naar CSV Zwarte Pijl. Een jaar later zette Van Haaren een punt achter zijn spelersloopbaan.

## Clubstatistieken
| Seizoen         | Club              | Competitie      | Competitie | Competitie | Beker | Beker | Overige | Overige | Totaal | Totaal |
| Seizoen         | Club              | Competitie      | Wed.       | Dlp.       | Wed.  | Dlp.  | Wed.    | Dlp.    | Wed.   | Dlp.   |
| --------------- | ----------------- | --------------- | ---------- | ---------- | ----- | ----- | ------- | ------- | ------ | ------ |
| 2009/10         | Feyenoord         | Eredivisie      | 1          | 0          | 0     | 0     | —       | —       | 1      | 0      |
| 2010/11         | Feyenoord         | Eredivisie      | 12         | 0          | 0     | 0     | 0       | 0       | 12     | 0      |
| 2011/12         | Feyenoord         | Eredivisie      | 8          | 1          | 1     | 0     | —       | —       | 9      | 1      |
| 2012/13         | VVV-Venlo         | Eredivisie      | 31         | 0          | 1     | 0     | 0       | 0       | 32     | 0      |
| 2013/14         | ADO Den Haag      | Eredivisie      | 27         | 1          | 0     | 0     | —       | —       | 27     | 1      |
| 2014/15         | → FC Dordrecht    | Eredivisie      | 21         | 1          | 2     | 1     | —       | —       | 23     | 2      |
| 2015/16         | Dinamo Boekarest  | Liga 1          | 8          | 0          | 1     | 0     | 1       | 0       | 10     | 0      |
| 2015/16         | Şanlıurfaspor     | TFF 1. Lig      | 8          | 0          | 0     | 0     | —       | —       | 8      | 0      |
| 2016/17         | FC Dordrecht      | Eerste divisie  | 16         | 3          | 1     | 0     | —       | —       | 17     | 3      |
| 2017/18         | AS Trenčín        | Fortuna Liga    | 10         | 3          | 2     | 3     | 0       | 0       | 12     | 6      |
| 2017/18         | Slovan Bratislava | Fortuna Liga    | 1          | 0          | 1     | 0     | 0       | 0       | 2      | 0      |
| 2018/19         | Slovan Bratislava | Fortuna Liga    | 1          | 1          | 1     | 0     | 0       | 0       | 2      | 1      |
| 2019/20         | Olimpia Grudziądz | I liga          | 18         | 2          | 1     | 0     | —       | —       | 19     | 2      |
| 2020/21         | Quick Boys        | Tweede divisie  | 6          | 1          | 1     | 0     | —       | —       | 7      | 1      |
| 2021/22         | Quick Boys        | Tweede divisie  | 23         | 1          | 0     | 0     | —       | —       | 23     | 1      |
| Carrière totaal | Carrière totaal   | Carrière totaal | 191        | 14         | 12    | 4     | 1       | 0       | 204    | 18     |

## Privéleven
Van Haaren's jongere broer Danny is ook een voormalige profvoetballer.